# Джеръми?
JEREMY? (Джеръми?) е българска рок група.

## История
Групата е създадена в Каварна от Ерсин Мустафов, Ташо Колев и Явор Лалев. Първият сингъл на „Джеръми?“ е песента Runaway, чието видео е публикувано в началото на 2014 г. Следва турне в няколко града, както и изява с група П.И.Ф. в Лондон през есента на 2014 г.
„Джеръми?“ нашумява със сингъла си Fake fruits, чийто клип е излъчван в балканската версия на MTV през 2015 г. С тази песен групата участва в международния конкурс International Songwriting Competition и спечелва първо място.
Две песни на JEREMY? са включени в саундтрака на български филмови продукции: I Want To Be Like You и „Докато Ая спеше“.
През февруари 2016 „Куийн“ обявява, че „Джеръми?“ ще подгрява концертите ѝ в България, Полша и Румъния.
Дебютният ѝ едноименен албум излиза през 2016 г. Някои песни от него са записвани в БНР заедно с Константин Райдовски, а голяма част от албума е записан в Perfect Records с Прокопи Андреев и Светослав Борисов. Албумът е завършен в Wav Mastering – Дъблин, Ирландия.
На 26 май 2016 г. групата представя първия си албум с концерт в софийския клуб „Терминал 1“.

## Дискография

### Албуми
| Година | Вид           | Заглавие |
| ------ | ------------- | -------- |
| 2016   | студиен албум | Jeremy?  |

### Сингли
| Година | Вид    | Заглавие                      |
| ------ | ------ | ----------------------------- |
| 2015   | сингъл | Fake Fruits                   |
| 2015   | сингъл | Hope                          |
| 2015   | сингъл | Two Weeks To The Great Escape |
| 2016   | сингъл | King Kong                     |
| 2017   | сингъл | You're the voice              |

## Членове
Текущите членове на групата са:
- Ерсин Мустафов – вокали, китара, бас
- Ташо Колев – китара, вокали
- Росен Ватев – барабани
- Емилиян Бонев – бас, вокали
- Красимир Тодоров – клавишни

Бивши членове на групата са:
- Любомир Петков – вокали, синтезатор
- Явор Лалев – барабани